# Norbert Benecke
Norbert Benecke est un archéozoologue allemand né le 22 mars 1954  à Osterburg en République démocratique allemande.

## Biographie
Norbert Benecke a obtenu son Abitur (équivalent allemand du baccalauréat) en 1972 avant d'effectuer son service militaire de 1972 à 194 au sein de la Nationale Volksarmee. Il a étudié la biologie de 1974 à 1978 au sein de l'Université Martin-Luther de Halle-Wittenberg. Diplômé en 1978, Benecke obtient un poste de recherche au sein du Zentralinstitut für Alte Geschichte und Archäologie de l'Académie des sciences de la RDA.
Benecke obtint son doctorat à Berlin en 1984 en réalisant une thèse sur les études archéozoologiques du développement des animaux et des tendances de croissance dans le Sud de la région de la mer Baltique entre La Tène et le Haut Moyen Âge,. Il s'est basé sur les découvertes de Rügen.
Benecke a obtenu son habilitation à diriger des recherches en 1992. Professeur honoraire de Préhistoire et d'achéozoologie en 2001 à l'université Humboldt de Berlin, il dirige depuis 2003 le département des sciences naturelles de l'Institut archéologique allemand.